# Cryptobranchoidea
Cryptobranchoidea — один з трьох сучасних підрядів хвостатих земноводних. Члени підряду поширені у США та на Далекому Сході. Має 4 родини. з яких 2 вимерли, 14 родів та 54 види. Інша назва «примітивні саламандри».

## Опис
Представники цього підярду досягають 1,8 м завдовжки. Мають амфіцельні хребці і зовнішнє запліднення.

## Класифікація
- †Chunerpeton
- †Iridotriton
- †Liaoxitriton
- †Nesovtriton
- †Pangerpeton
- †Regalerpeton
- †Ukrainurus
- Cryptobranchidae — критозябрецеві
- Hynobiidae — кутозубі тритони